# Славчо Ковилоски
Славчо Ковилоски (на македонска литературна норма: Славчо Ковилоски) е писател, литературен критик, културолог и литературен историк от Северна Македония.

## Биография
Славчо Ковилоски е роден на 1978 година в Скопие, тогава във Федерална Югославия. Завършва Философския факултет на Скопския университет. Като университетски професор работи в Института за македонска литература. Автор е на множество есета, статии и трудове в областта на история на литературата и културологията. Работи като редактор на списанието за литература и култура „Современост“ в Скопие. В 2014 година неговата книга „Мързеливи разкази“ е издадена в България от издателството „Богианна“.

## Творчество
- Сонцето повторно ќе изгрее, Студентски збор, Скопје, 2000 (поезия)
- Поезија во движење, Современост, Скопје, 2005 (поезия)
- Опасен сум, Темплум, Скопје, 2007 (роман)
- Крале Марко или Синот на Волкашин (драма); На Ножот (драма), 2010
- Сонување, Макавеј, Скопје, 2011 (роман)
- Синот на Кралот, Современост, 2011 (роман)
- Лоша тетка и други раскази, Македонија презент, Скопје, 2013, (разкази)
- Барутна поезија, Бран, Струга, 2015 (поезия)
- Крале Марко по вторпат, НУ Центар за култура „Григор Прличев“, Охрид, 2018 (поема).